# Rose (Doctor Who)
"Rose" é o primeiro episódio da primeira temporada do retorno da série de ficção científica Doctor Who, transmitido originalmente através da BBC One em 26 de março de 2005. Escrito por Russell T Davies — um dos três produtores executivos — e dirigido por Keith Boak, o episódio é o primeiro a ir ao ar desde o filme televisivo produzido em 1996. Depois de a série ter entrado em pausa em 1989, Davies tentou convencer os executivos da British Broadcasting Corporation (BBC) a reproduzi-la diversas vezes durante a década de 1990. Em 2002, ele teve oportunidade de apresentar suas ideias para a nova produção do programa. Inspirado por séries estadunidenses como Buffy the Vampire Slayer e Smallville, Russell competiu com outras duas pessoas e teve sua ideia de atualizar o programa para o século XXI aceita.
O enredo mostra como Rose Tyler conhece o Doutor, um alienígena viajante do tempo, agora em sua nona encarnação e interpretado por Christopher Eccleston. Quando a loja de departamento em que ela trabalha é atacada por Autons — manequins de plástico que têm vida —, os dois descobrem e derrotam uma conspiração planejada pela Consciência Nestene, um extraterrestre que tem como objetivo dominar a Terra. Depois de ajudar o Doutor, Rose Tyler aceita a oferta de viajar pelo tempo e pelo espaço na máquina do tempo daquele, a TARDIS.
O episódio marcou a estreia de Eccleston, o nono ator a interpretar o Doutor desde a estreia do programa em 1963, e Billie Piper como Rose, a sua companhia. Sendo o primeiro capítulo, vários personagens principais são apresentados nele como Jackie Tyler (Camille Coduri) e Mickey Smith (Noel Clarke), a mãe e o namorado de Rose Tyler, respectivamente. Ao contrário das outras reencarnações, o público não viu o Doutor se regenerar; a regeneração é um recurso narrativo da série no qual ele muda de corpo e identidade. Davies pensou que seria mais claro começar com um novo profissional ao invés de mostrar o intérprete anterior no processo regenerativo.
As filmagens de "Rose" iniciaram-se em Cardiff, onde se localiza a sede da BBC Wales, em julho de 2004; algumas cenas também foram gravadas em Londres. O episódio, o primeiro após 25 anos, foi visto por mais de 10 milhões de espectadores britânicos, tornando-se, assim, o episódio de Doctor Who mais visto desde The Creature from the Pit (1979). Embora alguns tenham criticado o tom do seu humor, em geral, o capítulo recebeu análises positivas dos críticos.

## Antecedentes e produção

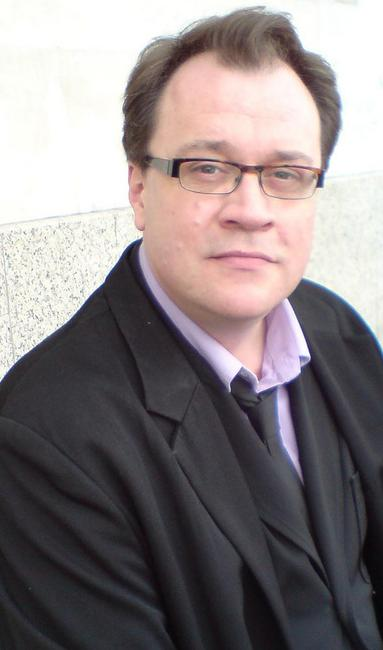
Russell T Davies foi o responsável por convencer a BBC de reviver Doctor Who e escrever "Rose".

Doctor Who nasceu da ideia de Eric Maschwitz, que pediu para o Grupo de Pesquisa da BBC avaliar a viabilidade da emissora produzir uma nova série de ficção científica. O estudo foi preparado e foram reunidas mais algumas ideias para o conceito do programa. Em dezembro de 1962, o canadense Sydney Newman tornou-se o novo chefe do Departamento de Drama. Apaixonado por este estilo televisivo, ele decidiu colocar o novo seriado no horário nobre dos sábados entre o esportivo Grandstand e o musical Juke Box Jury. A produção teria objetivo educacional ao mostrar diferentes fatos históricos através da viagem no tempo.
Sua estreia ocorreu em 23 de novembro de 1963, um dia após o assassinato de John F. Kennedy, através do BBC One (então BBC1), às 17:16:20 GMT — oitenta segundos após o inicialmente previsto. Com o tempo, a série foi conquistando espaço na grade da BBC, com números cada vez mais crescentes até que, na década de 1980, sua audiência começou a despencar, culminando na sua pausa decretada por Jonathan Powell a partir de 1989. O programa foi transmitido de 1963 a 1989, em um total de vinte e seis temporadas.
O produtor televisivo Russell T Davies pressionou a BBC em uma tentativa de reproduzir a série desde o final dos anos 1990, conseguindo discutir sua volta em 2002. Em setembro de 2003, um comunicado de imprensa anunciou que Doctor Who iria retornar sob a produção da BBC Wales. O formato fora alterado para episódios de 45 minutos ao invés dos 25 das outras temporadas. Desta forma, portanto, o ritmo tornaria-se "[rápido] como um raio". Davies inspirou-se em séries como Buffy the Vampire Slayer e Smallville, usando em particular a estrutura da primeira de narrar arcos de história durante uma temporada inteira, estes girando em torno de um "Big Bad".

### Escolha do elenco
Foi anunciado em março de 2004 que Christopher Eccleston interpretaria o Doutor. Jane Tranter, então Controladora do Comissionamento de Drama da BBC, disse que escolher um ator com a reputação de Eccleston simbolizava "a intenção de trazer [a série] Doctor Who para o século XXI, além de reter suas características principais e tradicionais — ser surpreendente e excêntrica". Christopher tornou-se o nono ator a interpretar o personagem desde a estreia da série em 1963. É possível que novos intérpretes assumam o papel através da regeneração, na qual o Doutor muda de corpo e identidade; tal possibilidade foi incluída em 1966. Russell T Davies decidiu começar a nova série já com um novo profissional ao invés de usar o recurso de regeneração; de acordo com ele, seria "loucura" começar com alguém e logo depois mudar antes que o público pudesse estabelecer laços com o artista. De início, o roteirista queria apresentar a nova produção como um "novo programa". O Doutor de Eccleston é mais "pé no chão" do que os anteriores; Russell refere-se a ele como "despojado", mas ainda assim sendo "divertido e engraçado". A jaqueta de couro surrada, principal característica do traje de Eccleston, estava no roteiro original de Davies; roupas simples também foram um desejo do próprio ator, que disse que não queria que suas roupas influenciassem sua atuação.
A escolha de Billie Piper como Rose Tyler foi anunciada em maio de 2004. De acordo com a então produtora executiva Julie Gardner, Piper — ex-estrela da música pop — "encaixa-se no papel perfeitamente" como uma "parceira dinâmica e única para Chistopher Eccleston". Davies descreveu a personagem como "uma pessoa comum que tropeça em algo extraordinário e encontra sua outra metade". Camille Coduri e Noel Clarke foram selecionados para interpretar a mãe e o namorado de Rose Tyler, respectivamente; Russell quis incluir estes personagens para "tornar [Rose Tyler] real" e "dar a ela uma vida". A família de Rose é parte da classe trabalhadora, o que era raramente visto nas companhias do programa anteriormente.

### Roteiro e filmagens
A nova série será divertida, emocionante, contemporânea e assustadora.— Russell T Davies.

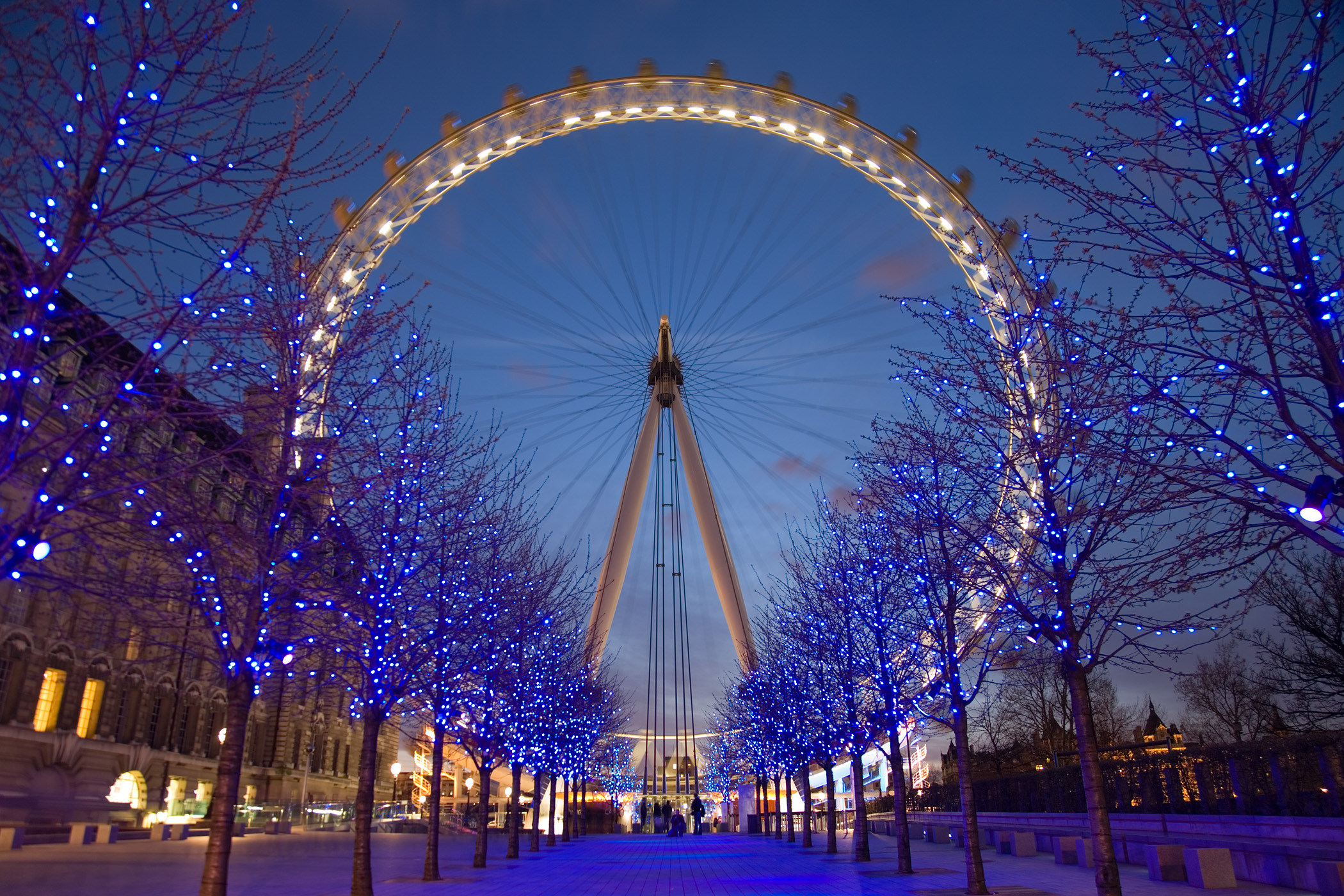
Foi dada permissão à equipe de produção para iluminar a London Eye mais do que o normal para sua inclusão como um ponto do enredo em "Rose".

O nome do episódio foi gradualmente reduzido; no roteiro original de Davies, o capítulo foi intitulado Rose meets the Doctor, and the Journey Begins e, no contrato do roteirista, como Rose Meets the Doctor, e finalmente encurtado para Rose. Também do primeiro rascunho de Russell, foram mudados os nomes dos personagens; Judy Tyler tornou-se Jackie Tyler e Muggsy Smith, Mickey Smith. Davies teve problemas para imaginar como Mickey deveria ser capturado pelo Nestene enquanto esperava por Rose no carro, e acabou percebendo que ele poderia ser atraído por uma lata de lixo de plástico. Ele comentou que "coisas comuns tornando-se assustadoras" eram uma marca de Doctor Who. O roteirista teve de retratar os Autons como terroristas de forma "oblíqua", já que a London Eye foi uma vez alvo de ataques do tipo. A primeira aparição do Doutor foi um assunto bastante debatido; Tranter e outros membros da equipe de produção queriam que ela fosse mais dramática, mas a cena nunca foi refilmada. Russell comentou que o episódio "refletia o ponto de vista de Rose", e uma entrada mais dramática refletiria "a empolgação do público pela volta do Doutor", o que não era sentido pela moça. A sequência em que o braço de um dos vilões ataca o apartamento da família Tyler era originalmente muito maior, mas foi revisada. Ainda faltavam alguns minutos para completar o capítulo, e uma cena dos dois personagens principais andando foi incluída aproximadamente um mês depois.
Davies queria que o Doutor percebesse que Rose tinha algo para oferecer à sua causa. A cena em que os dois dão as mãos e correm juntos foi feita com intenção de mostrá-los como um time, mesmo sem qualquer confirmação oficial partindo de ambas as partes, e isso não os levaria a questionar sua relação. O episódio foi escrito através do ponto de vista de Rose. Com o objetivo de facilitar a identificação do público, o roteirista queria que o vilão alienígena pudesse ser facilmente confundido com um humano para que fosse possível para a personagem principal confundi-lo com um ser humano. Ele não sentiu necessidade de criar um novo monstro, já que os Autons encaixavam-se neste critério. As sequências com participação deles foram difíceis de ser filmadas, já que o figurino era desconfortável para os atores; sendo assim, pausas tiveram de ser feitas frequentemente. Imagens geradas por computador (CGI) foram usadas na pós-produção para cobrir o zíper das fantasias, presentes na parte de trás do pescoço. Russell também quis recriar a famosa cena na qual os Autons quebram os vidros de uma loja em Spearhead from Space (1970); esta foi a primeira aparição deles. No entanto, o orçamento permitiu que eles realmente o quebrassem ao invés de apenas cortá-lo nas pontas, como foi feito em Spearhead.

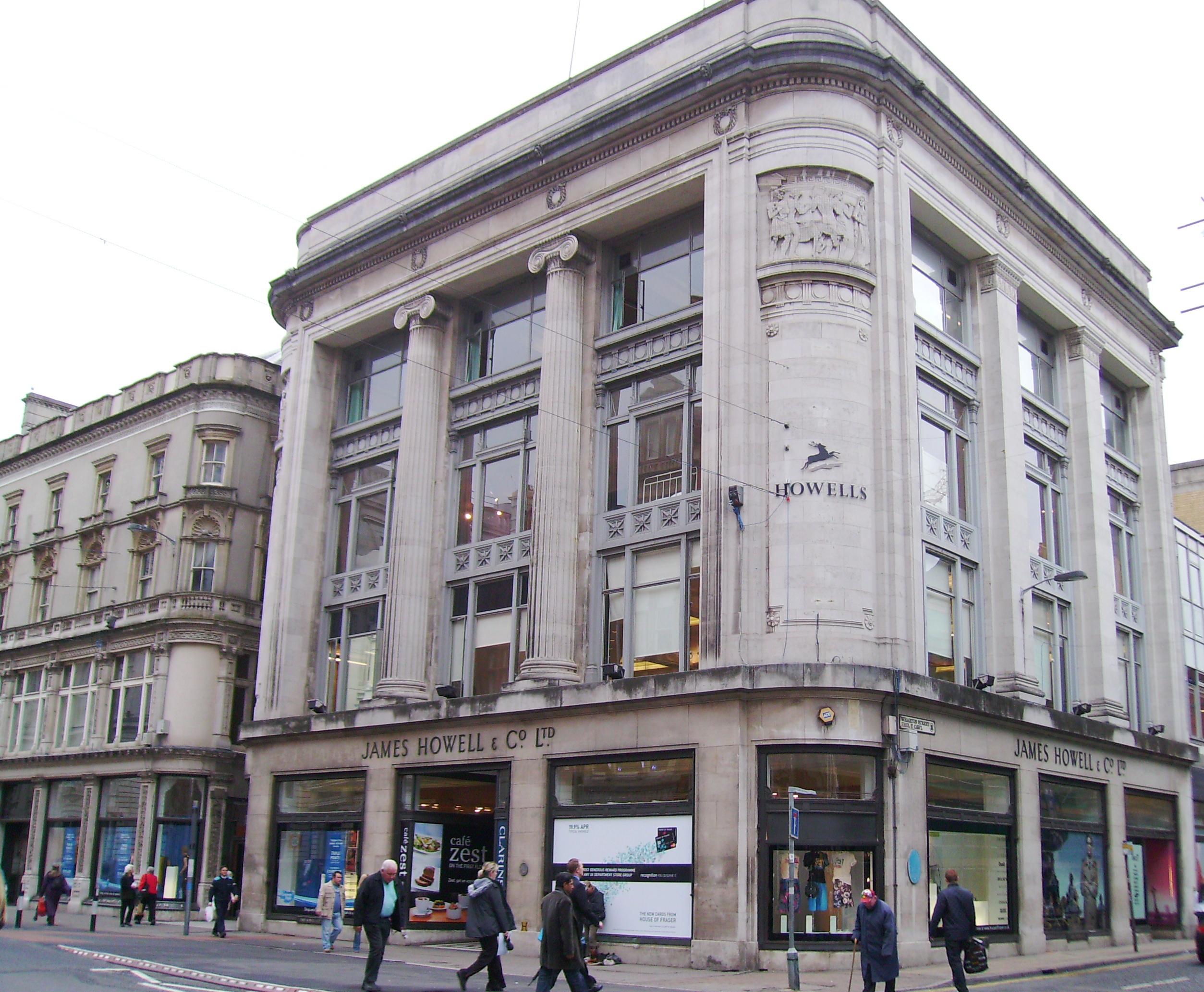
A loja de departamento Howells foi usada para representar a Henrik's, onde Rose Tyler trabalha.

O storyboard do roteiro foi feito por Anthony Williams. Russell ofereceu a direção a Edgar Wright, mas este teve de recusar, pois ainda estava trabalhando em Shaun of the Dead (2004). O cargo acabou recaindo em Keith Boak. As filmagens foram iniciadas em julho de 2004 como parte do primeiro bloco de produção em conjunto com os episódios quatro e cinco. Os primeiros cinco dias de gravação se passaram em Londres, enquanto o resto ocorreu em Cardiff. Foi dada permissão para que a equipe de produção adicionasse mais luzes na London Eye, iluminando-a mais que o normal. Na cena em que o Doutor e Rose correm pela cidade de Londres, uma cronometragem cuidadosa foi empreendida pela equipe, já que desejavam que um ônibus londrino passasse por trás dos personagens; para tal, a equipe e o elenco tiveram de aguardar pela passagem do mesmo. Nas cenas que foram filmadas em Cardiff, um ônibus londrino e uma van do London Evening Standard apareceram para dar a impressão de que se estava na capital britânica. O exterior da council house de Rose foi gravado em uma casa do tipo em Londres e outra em Cardiff — para sequências distintas. Para formar o apartamento de Mickey, o estúdio onde foi construída a moradia dos Tyler foi redecorado. A equipe de produção tentou realizar seu trabalho em Cardiff em sigilo, mas um dia antes do início das gravações, o Cardiff Council emitiu um comunicado de imprensa informando em quais ruas as filmagens iriam decorrer. O ataque dos Autons durante o clímax foi capturado na Working Street, Cardiff em 22 de julho de 2004; as partes da invasão ocorridas em pontos famosos de Londres, como a London Eye, foram exceção. A Henrik's, onde Rose trabalha, é na verdade a loja de departamento Howells, e a pizzaria é a La Fosse. Levou tempo para a equipe encontrar um restaurante que precisasse do mínimo de decoração possível e que estivesse disposto a fechar por um dia. A rua na qual os personagens se unem e Rose aceita acompanhar o Doutor em suas viagens é a St David's Market, enquanto túneis de serviço de um hospital da capital galesa foram utilizados para ilustrar o porão da Henrik's, onde a jovem é ameaçada pelos Autons. A maioria das gravações em estúdio ocorreu entre agosto e outubro de 2004.
A área debaixo da London Eye, onde o Doutor e Rose confrontam a Consciência Nestene, foi filmada em uma fábrica de papel fora de atividade localizada em Grangetown. O local recebeu limpeza a vapor porque havia uma grande preocupação com a saúde e a segurança por parte da equipe. Foi-lhes permitido filmar apenas por três dias lá; portanto, algumas partes foram cortadas: originalmente, haveria mais de uma cópia do personagem Mickey como Auton. O produtor de efeitos especiais Mike Tucker afirmou se lembrar de The Man with the Golden Gun (1974), um dos filmes da série do James Bond, ao ler a cena na qual a toca da Nestene é destruída; ele procurou mostrá-la com um grande impacto. Tucker também desenvolveu um modelo de explosão para a Henrik's, embora apenas para o teto; o resto foi feito através do uso de CGI. A equipe de produção considerou realizar a explosão inteira, mas isto seria muito caro e não se encaixaria no orçamento previsto. No roteiro original, a primeira experiência de Rose no interior da TARDIS era compartilhada com o público. O diretor Boak, no entanto, quis fazê-la sair e correr em volta da cabine antes de entrar novamente, fazendo então a audiência ver o interior da nave pela primeira vez. Tal mudança foi eventualmente aprovada pelos produtores executivos. Davies comentou que ele queria levar a moça e os espectadores para dentro em uma tomada, mas isto não era possível tendo em conta o dinheiro disponível. Este efeito foi mais tarde efetuado em "The Snowmen", especial de Natal de 2012.

### Música

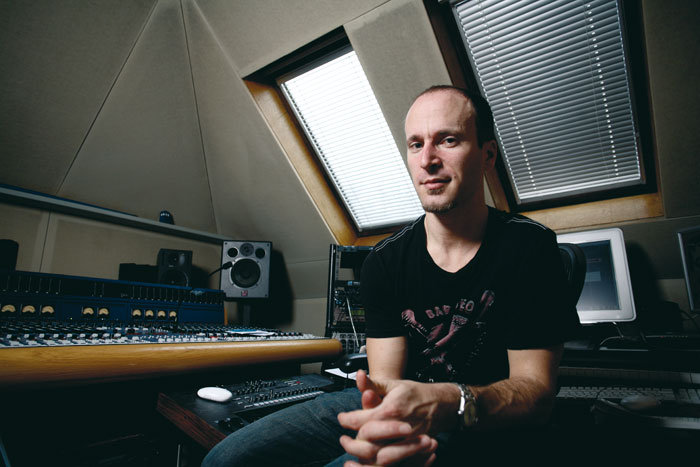
Tendo trabalhado com Davies anteriormente durante a produção de Queer as Folk (1999), Murray Gold foi escolhido para compor os novos temas musicais de Doctor Who.

A equipe de produção sentiu que já que toda a série estava sendo re-imaginada, um novo enfoque musical era necessário. Para tal, texturas radiofônicas, pequenos conjuntos acústicos com um acompanhamento fortemente sintetizado e música incidental totalmente eletrônica — como foi usado nos temas de abertura das décadas de 1960, 70 e 80 — foram tirados de cogitação. Matt Bell da Sound on Sound comentou: "A nova série precisava de música original que poderia ser classificada como uma das melhores de Hollywood, mas não havia o dinheiro necessário para contratar um musicista deste nível". Russell T Davies acabou por contatar Murray Gold, e ele foi contratado pela BBC para compor o novo tema de abertura do programa. De acordo com Gold, quando ele teve a primeira reunião com a equipe para discutir como deveria ser a composição, ele já tinha ideia do produto final, tendo como base a obra da BBC Radiophonic Workshop, onde foi feita a primeira abertura de Doctor Who, mas não incorporando o estilo da mesma.
Davies e Gold já haviam colaborado antes, quando o musicista compôs o tema de Queer as Folk (1999). A composição recebeu uma indicação na categoria Best Original Music do BAFTA em 1999, junto com outra obra do compositor: o tema de Vanity Fair. O artista comentou: "Eu tinha 28 anos, duas nomeações ao BAFTA e não tinha agente — e estas foram minhas primeiras grandes composições!" Depois de assistir a "Rose" através de um servidor seguro para evitar qualquer vazamento, o compositor iniciou o trabalho com a ajuda do Logic Pro, consubstanciando seus arranjos e atribuindo sons à medida que avançava. Ele tentou criar temas básicos para os personagens e situações. Com exceção do uso de corne inglês, clarinete e uma voz feminina para as trilhas mais obscuras, grande parte da música da primeira temporada foi completada no estúdio de Gold em sua própria casa. Murray criou o novo tema musical para o programa através de uma fusão do arranjo original de Delia Derbyshire e elementos orquestrais; ele subsequentemente adicionou o som de violoncelos, tímpanos, trompas e caixas. O artista afirmou:
| “ | É diferente de tudo que eu já fiz. Eu gosto de compor rápido, mas nada me preparou para Doctor Who. Havia um tipo de música que eles [a equipe] especificamente não queriam, que era o estilo da Radiofonic Workshop, aquele som eletrônico. Disseram que queriam uma orquestra. Ou melhor, o som de uma orquestra. | ” |

## Enredo
Rose Tyler (Billie Piper), uma jovem balconista de 19 anos, está sendo perseguida por manequins no porão da Henrik's, a loja de departamento onde ela trabalha. Ela é resgatada pelo Doutor (Christopher Eccleston), que destrói o prédio com uma explosão. No dia seguinte, o Doutor visita Rose na moradia dela, onde ela é atacada por um braço de plástico de um manequim, o qual ambos conseguem parar. A moça começa a investigar o homem e se encontra com Clive (Mark Benton), que vem acompanhando os aparecimentos do Doutor pela história. Clive diz a ela que ele é perigoso e que se ele aparece, significa que algo de ruim está para acontecer. Enquanto isso, seu namorado Mickey Smith (Noel Clarke) é raptado por uma lata de lixo plástica e substituído por um doppelgänger do mesmo material.
O falso Mickey leva Rose para almoçar e faz diversas questões sobre o homem, mas ele aparece e decapita o doppelgänger. O Doutor leva a moça e a cabeça plástica para a TARDIS, sua nave espacial. Lá, ele tenta usar a cabeça para localizar o sinal controlador. Com a mesma conectada, a cabine os leva até a London Eye. Ele explica que a cópia era, na verdade, um Auton controlado através de uma transmissão da Consciência Nestene. O alienígena mantinha consigo um frasco de antiplástico caso fosse necessário usá-lo. Depois de descobrirem que o transmissor era a própria London Eye, a dupla vai para debaixo da roda-gigante para cessar a emissão de sinais. Eles acabam encontrando Mickey amarrado, porém vivo. O Doutor conversa com a Consciência Nestene; ele tenta negociar, mas ela o culpa pela destruição de seu planeta durante a Guerra do Tempo. A Consciência ativa todos os Autons em um shopping, onde diversos clientes são assassinados, incluindo Clive. Um par de vilões acaba capturando o Doutor, mas este é salvo por Rose e o antiplástico cai dentro da toca onde a Consciência Nestene vive, destruindo-a. Com a mesma morta, todos os Autons entram em colapso. O Doutor usa a TARDIS para levar Mickey e Rose para casa e, então, persuade a moça a acompanhá-lo como sua nova companhia.

### Continuidade
Tanto os Autons como a Consciência Nestene apareceram pela primeira vez no arco de história Spearhead from Space (1970), reaparecendo mais tarde em Terror of the Autons (1971). Esta história introduz a The Shadow Proclamation, uma força policial intergalática mencionada diversas vezes na nova série e que aparece eventualmente em "The Stolen Earth" (2008). Também ocorre a primeira menção à Guerra do Tempo, que se tornaria um dos temas recorrentes ao longo das temporadas.

## Exibição

### Vazamento pré-transmissão
Em 8 de março de 2005, a Reuters relatou que uma cópia do episódio tinha vazado na Internet e que estava sendo amplamente disponibilizado pelo protocolo de compartilhamento de arquivos BitTorrent. O capítulo liberado ilegalmente não continha o novo arranjo composto por Murray Gold. Foi descoberto através de rastreamento que tal distribuição tinha sido realizada por uma empresa de terceiros do Canadá, que tinha um legítimo exemplar de prévia. O funcionário responsável foi demitido e a BBC considerou outras medidas legais.

### Transmissão e audiência
"Rose" foi exibido pela primeira vez no Reino Unido em 26 de março de 2005 pela BBC One, sendo o primeiro episódio de Doctor Who a ser transmitido desde o filme televisivo produzido em 1996. Índices de audiência não-oficiais da Broadcasters' Audience Research Board (BARB) mostraram que o capítulo atraiu uma média de 9,9 milhões de telespectadores — 43.2% do público total disponível — ao longo da noite. O resultado final, incluindo gravações em vídeo assistidas durante uma semana de transmissão, foi de 10,81 milhões; o terceiro maior para a BBC One na semana e o sétimo contando todos os canais. Em algumas regiões, os primeiros minutos da transmissão original foram marcados pela mistura acidental de alguns segundos de som do programa Strictly Dance Fever, apresentado por Graham Norton.

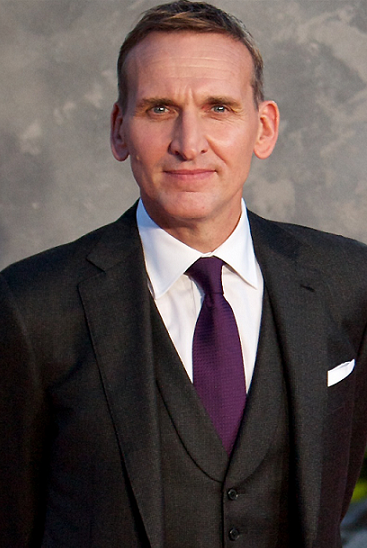
Quatro dias após a transmissão oficial de "Rose", Christopher Eccleston afirmou que deixaria o papel de Doutor por não se sentir bem no mesmo.

Internacionalmente, o episódio foi transmitido pela primeira vez no Canadá pela Canadian Broadcasting Corporation (CBC) em 5 de abril de 2005, alcançando altos índices de audiência (em torno dos 986 mil espectadores). Na Austrália, "Rose" estreou em 21 de maio de 2005 pela Australian Broadcasting Corporation (ABC) com um público de 1,1 milhão. "Rose" foi exibido nos Estados Unidos pelo Sci-Fi Channel em 17 de março de 2006 — quase um ano depois da transmissão original. No país, "The End of the World" foi levado ao ar logo após de maneira consecutiva; Davies originalmente queria fazer o mesmo no Reino Unido, mas a proposta foi levada pouco tempo antes da estreia à BBC, o que impediu que isso acontecesse. 1,58 milhões de espectadores assistiram o capítulo na data. No Brasil, o episódio foi exibido pela primeira vez em 19 de março de 2012 pela TV Cultura.
Em 30 de março, quatro dias após a exibição do episódio no Reino Unido, a BBC anunciou que outra série completa havia sido encomendada. No mesmo dia, a empresa lançou uma declaração, aparentemente de Eccleston, afirmando que iria deixar o papel no Natal por medo de sofrer typecast.{{nota de rodapé|Typecast é uma expressão da língua inglesa que define um processo em que um ator se torna fortemente identificado com um personagem que interpretou durante sua carreira. Em alguns casos, tal processo é tão forte que se torna até difícil para o ator trabalhar em novas produções. O canal mais tarde se desculpou e disse que o documento não tinha sido escrito por Christopher, já que eles não conseguiram estabelecer contato com o ator antes de responder as perguntas da imprensa assim que a história veio a público; a "falsa declaração" foi também reproduzida em outras publicações. Em uma entrevista de 2010 com a Radio Times, o artista disse: "Eles trataram [a minha saída] muito mal, mas emitiram um pedido de desculpas e eu o aceitei". David Tennant foi citado como um "favorito" para substituí-lo; assim que a saída de Eccleston foi confirmada, a BBC afirmou que estava em negociações com o ator, conhecido por sua interpretação de Barty Crouch Jr. no filme Harry Potter and the Goblet of Fire (2005). As chances em casas de aposta estavam em 1/10; a William Hill recusou-se a aceitar qualquer aposta em qual seria o novo ator para o papel de Doutor. Um porta-voz da emissora britânica afirmou que eles "tinham esperança em vez de expectativas" de que Eccleston continuasse no papel. Eccleston afirmou:
| “ | Após a primeira temporada, eu decidi que não a queria mais fazer. Eu não gostei do ambiente e da cultura com que nós da equipe tivemos de trabalhar. Eu pensei que se ficasse nesse trabalho, eu teria que ignorar certas coisas que eu achava que estavam erradas. E eu acho que se deve ser você próprio antes de ser bem-sucedido, então eu saí. De qualquer maneira, me orgulho de ter reinventado Doctor Who. | ” |

### Recepção pela crítica
Anunciava-se um fabuloso, imaginativo, engraçado e algumas vezes uma reinvenção assustadora do prezado, ainda que um pouco devastado, Senhor do Tempo. Ansiosamente esperado, o novo Doctor Who mostrou que valeu a pena esperar. Como a TARDIS, que desafia a física, foi difícil acreditar que humildes 45 minutos poderiam conter falas tão boas, cenas memoráveis, choques, reviravoltas na história, efeitos especiais e surpresas. Até mesmo o problema cansativo de exposição foi criativamente resolvido, cortesia de uma teórica conspiração da Internet, seguindo o Doutor pela história.

Harry Venning, escrevendo ao The Stage sobre "Rose".
"Rose" recebeu análises positivas e foi visto como um recomeço bem-sucedido. Harry Venning, do The Stage, elogiou Davies, particularmente por "levar o roteiro a sério e fazê-lo assustador". Ele se disse "satisfeito" com a atuação de Piper e a sua personagem, Rose, que "provou ser mais independente que suas antecessoras". No entanto, para ele, Eccleston foi a "maior decepção" já que ele parecia "inadequado para um papel de fantasia". Jornalista do Digital Spy, Dek Hogan afirmou que o orçamento de produção aumentou em relação à série clássica, e prezou a atuação e os personagens de Eccleston, Piper e Noel Clarke. Porém, ele notou que "uma parte do humor — como o arroto da lata de lixo após engolir Mickey — não era agradável para um adulto". Ele concluiu que o conjunto da obra formava "uma boa estreia".
O crítico Robin Oliver, escrevendo para o The Sydney Morning Herald, elogiou o roteirista Russell por "[dar] uma abordagem adulta a um dos personagens mais famosos da história da televisão" e por "ultrapassar os pobres valores de produção do passado para fazer seu novo Doutor competitivo em um mercado cada vez mais altamente tecnológico". Kay McFadden, do The Seattle Times, descreveu o reinício como "soberbo, inteligente e bem-feito". Para o Daily Mail, Michael Hanlon afirmou ser um "fã" e ter "esperanças de que esta série nova tenha sucesso. É animada, bem-filmada e os efeitos especiais 'dão pro gasto'. Há humor, um ingrediente vital se esta nova produção quiser ter sucesso". Ele também disse que tudo o necessário para Doctor Who estava presente em "Rose". No entanto, Stephen Brook, do The Guardian, considerou que o programa estava "destinado à sua audiência mais jovem de sempre", sentindo ainda que o capítulo tinha uma "overdose de humor".
Avaliações em retrospecto também têm sido positivas. Patrick Mulkern, da revista Radio Times, deu ao episódio três estrelas de um máximo de cinco em 2013, particularmente elogiando a "detalhada" vida da personagem Rose e como este aspecto foi bem-vindo pelos espectadores. Embora tenha reportado "pequenas queixas" e tenha sentido que a destruição dos Autons tinha sido "eufemizada", ele prezou a direção e as atuações, apelidando-o de "um sucesso ofuscante". O revisor do The A.V. Club Alasdair Wilkins deu para a produção uma nota B, analisando como foi importante mostrar o mundo da personagem-título antes da chegada do Doutor. Para ele, alguns efeitos especiais já estavam ultrapassados em 2013 e Jackie e Mickey eram unidimensionais, "mas o episódio conseguiu, acima de tudo, desenvolver a relação entre o Doutor e Rose e indicar que ele é perigoso". Também no ano de 2013, Ben Lawrence, do The Daily Telegraph, nomeou "Rose" como uma das dez melhores histórias de Doctor Who situadas numa época contemporânea.

### Críticas
- Críticas de "Rose" (em inglês) no Outpost Gallifrey
- Críticas de "Rose" (em inglês) no The Doctor Who Ratings Guide